# Rudolf Fritsch (Mathematiker)
Fritz Rudolf Fritsch (* 30. September 1939 in Johannisburg, Ostpreußen; † 12. Juni 2018 in Gräfelfing) war ein deutscher Mathematiker und Mathematikdidaktiker.

## Leben
Nach dem Abitur am Carolinum in Ansbach studierte Rudolf Fritsch Mathematik und Physik in München und Saarbrücken. Er promovierte 1968 an der Universität Saarbrücken bei Dieter Puppe (Unterteilung semisimplizialer Mengen) und habilitierte sich 1973 an der Universität Konstanz.
Von 1981 bis zur Emeritierung 2004 war er Inhaber des Lehrstuhls für Didaktik der Mathematik an der Ludwig-Maximilians-Universität München.
Während seiner Studienzeit wurde er Mitglied der Münchener Burschenschaft Arminia sowie der Burschenschaft Ghibellinia zu Prag in Saarbrücken. Ebenso war er Mitbegründer der Burschenschaft Rheno-Alemannia zu Konstanz.
Fritsch befasste sich mit Topologie, Geometrie und Mathematikdidaktik. Er war auch an Mathematikgeschichte interessiert und verfasste mehrere Mathematikerbiographien für die Neue Deutsche Biographie. Er gehörte zu den Herausgebern der elektronischen Zeitschrift Forum Geometricorum und Gründungsmitglied des Fördervereins Mathematik in Wirtschaft, Universität und Schule an der Ludwig-Maximilians Universität.
Fritsch war Ehrendoktor der Universität Sofia und der Staatlichen Universität Kaliningrad und setzte sich als Leiter der Arbeitsgemeinschaft west- und ostpreussische Landeskunde an der Ludwig-Maximilians-Universität für Verbindungen ins ehemalige Königsberg ein, wo er auch Vorlesungen hielt.
1991 wurde er als ordentliches Mitglied der Naturwissenschaftlichen Klasse in die Sudetendeutsche Akademie der Wissenschaften und Künste berufen. Von 2001 bis 2006 war er stellvertretender Sprecher der Naturwissenschaftlichen Klasse und von 2007 bis 2018 Präsident der Akademie. 2015 wurde er mit dem Großen Sudetendeutschen Kulturpreis ausgezeichnet.
Rudolf Fritsch starb am 12. Juni 2018 im Alter von 78 Jahren in Gräfelfing bei München.

## Schriften (Auswahl)
- Der Vaterlandsbegriff der Deutschen Burschenschaft. In: Burschenschaftliche Blätter, 79. Jg. (1964), H. 4, S. 59–62.
- Zum Feuerbachschen Kreis, Konstanz Universitätsverlag 1975
- mit Gerda Fritsch: Der Vierfarbensatz – Geschichte, topologische Grundlagen und Beweisidee. BI Wissenschaftsverlag 1994 (englisch: Springer 1998)
- mit Renzo Piccinini: Cellular structures in topology. Cambridge University Press 1990.
- mit Eberhard Neumann-Redlin von Meding: Franz Ernst Neumann (1798–1895): Zum 200. Geburtstag des Mathematikers, Physikers und Kristallographen. LMU München 2005. ISBN 978-3-922480-17-4.
- mit Jewgeni Peregud, Sergei Matsejewski: Ausgewählte Kapitel der Graphentheorie (in Russisch), Verlag der Staatlichen Immanuel Kant Universität, Kaliningrad 2008.

## Ehrungen und Auszeichnungen
- 1964 Silbernes Ehrenzeichen der Landsmannschaft der Ost- und Westpreußen in Bayern
- 1981 Silbernes Ehrenzeichen der Landsmannschaft der Ostpreußen in Baden-Württemberg
- 1999 Dr. h.c. Sveti-Kliment-Ohridski Universität Sofia
- 1999 Ehrenzeichen am blauen Band der Sveti-Kliment-Ohridski Universität Sofia
- 2003 Dr. h.c. Kaliningrader Staatliche Universität
- 2003 Ehrenschild Deutschordensland der Ost- und Westpreußenstiftung in Bayern
- 2011 Medaille und Ehrenmitgliedschaft der Geometrischen Gesellschaft Bojan Petkanchin in der Union bulgarischer Mathematiker
- 2015 Großer Sudetendeutscher Kulturpreis